# Аккенженов, Ерлан Кудайбергенович
Ерлан Кудайбергенович Аккенженов (каз. Ерлан Құдайбергенұлы Ақкенженов; род. 12 мая 1979, Алма-Ата) — казахстанский государственный деятель, министр энергетики Республики Казахстан (с 19 марта 2025).

## Биография
Родился 12 мая 1979 года в Алма-Ате.
Окончил Высшую школу права «Әділет» (юрист-правовед), университет «Астана» (нефтегазовое дело).
В 2002—2003 гг. — главный специалист, главный менеджер ТОО «Торговый дом «КазМунайГаз», г. Астана.
С апреля по июнь 2004 года — директор департамента экспорта нефти и нефтепродуктов ТОО «Торговый дом «КазМунайГаз», г. Астана.
В 2004—2006 гг. — трейдер сырой нефти в Chevron Texaco Global Trading по программе «Кылыш», Великобритания.
C февраля по июнь 2006 года — директор в ТН «KazMunaiGaz Singapore», Сингапур.
В 2006—2008 гг. — директор департамента экспорта нефти и нефтепродуктов АО «Торговый Дом «КазМунайГаз», г. Астана.
В 2008—2010 гг. — коммерческий директор ТОО «Казахойл Актобе», г. Актобе.
С сентября по октябрь 2010 года — советник генерального директора АО «ҚазМұнайГаз Өнімдері», г. Астана.
В 2011—2012 гг. — директор департамента экспорта нефти и нефтепродуктов АО «КазМунайГаз Переработка и Маркетинг», г. Астана.
В 2013—2014 гг. — заместитель генерального директора, генеральный директор Rompetrol Bulgaria, Болгария.
C 13 по 31 мая 2014 года — главный директор по трейдингу нефти и нефтепродуктов KMG International (Rompetrol), Румыния.
С июня по ноябрь 2015 года — главный директор по рознице KMG International (Rompetrol), Румыния.
В 2015—2016 гг. — советник генерального директора KMG International (Rompetrol), Румыния.
В 2016—2020 гг. работал в частных структурах, связанных с переработкой и транспортировкой нефти и нефтепродуктов.
В 2022—2023 гг. — начальник управления маркетинга нефтепродуктов АО НК «КазМунайГаз», г. Астана.
В 2023—2025 гг. — вице-министр энергетики Республики Казахстан.
С 19 марта 2025 года — министр энергетики Республики Казахстан.